# 스노 화이트 작전

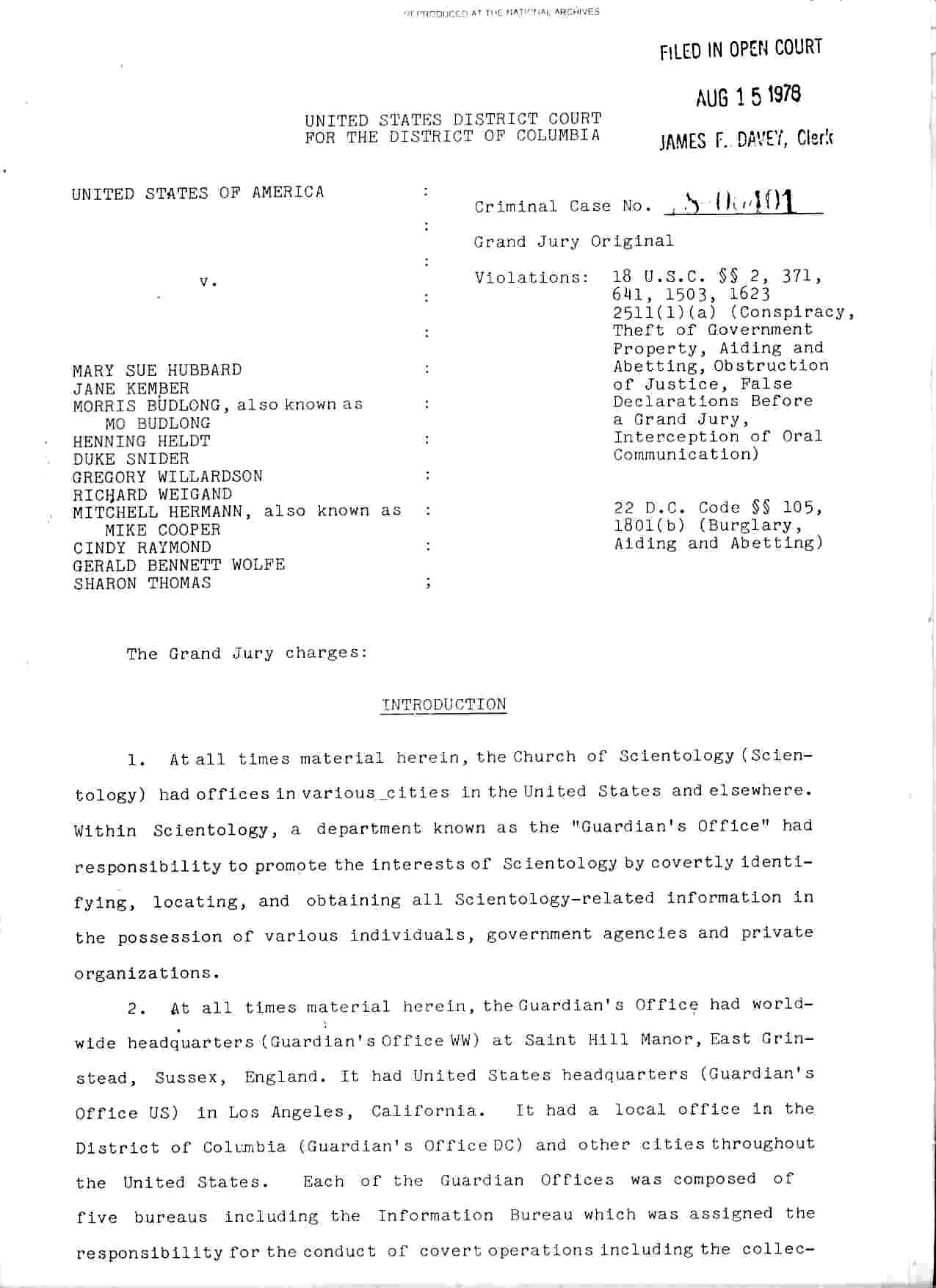
1979년 미국 컬럼비아 특구 지방법원의 "미국 정부 대 메리 수 허버드" 판례 초록.

스노 화이트 작전(Operation Snow White)이란 사이언톨로지 교단에서 1970년대에 사이언톨로지 및 그 교주 론 허버드에 대하여 부정적인 내용으로 작성된 공문서들을 말소하기 위해 꾸민 음모이다. 사이언톨로지측은 정부 기관 및 대사관, 영사관, 사이언톨로지에 비판적인 민간단체 등 다 합처 136개 조직에 신도들을 침투시켜 파괴행위를 저질렀다. 여기에 동원된 신도 수는 5,000 명 이상으로, 미국 역사상 단일 프락치 사건으로는 최대 규모이다. 스노 화이트 작전이 발각됨에 따라 미국 정부는 교단에 대한 수사에 들어갔고, 그 결과 또다른 음모인 식겁 작전이 드러나게 되었다.
스노 화이트 작전의 이름 하에 사이언톨로지 공작원들은 침투, 도청, 공문서 절도 등의 행위를 저질렀는데, 국내세입청에 대한 공작 행위가 가장 잘 알려져 있다. 수사 결과 교주 론 허버드의 아내 메리 수 허버드를 비롯한 교단 간부 여덟 명이 기소되었고, 연방법원에 의해 정부기관에 대한 강도행위·공문서 및 정부 자산의 절도행위에 대하여 유죄를 선고받았다. 판례는 미국 정부 대 메리 수 허바드 et al., 493 F.Supp. 209(D.D.C. 1979)이다.